# Oosterwei

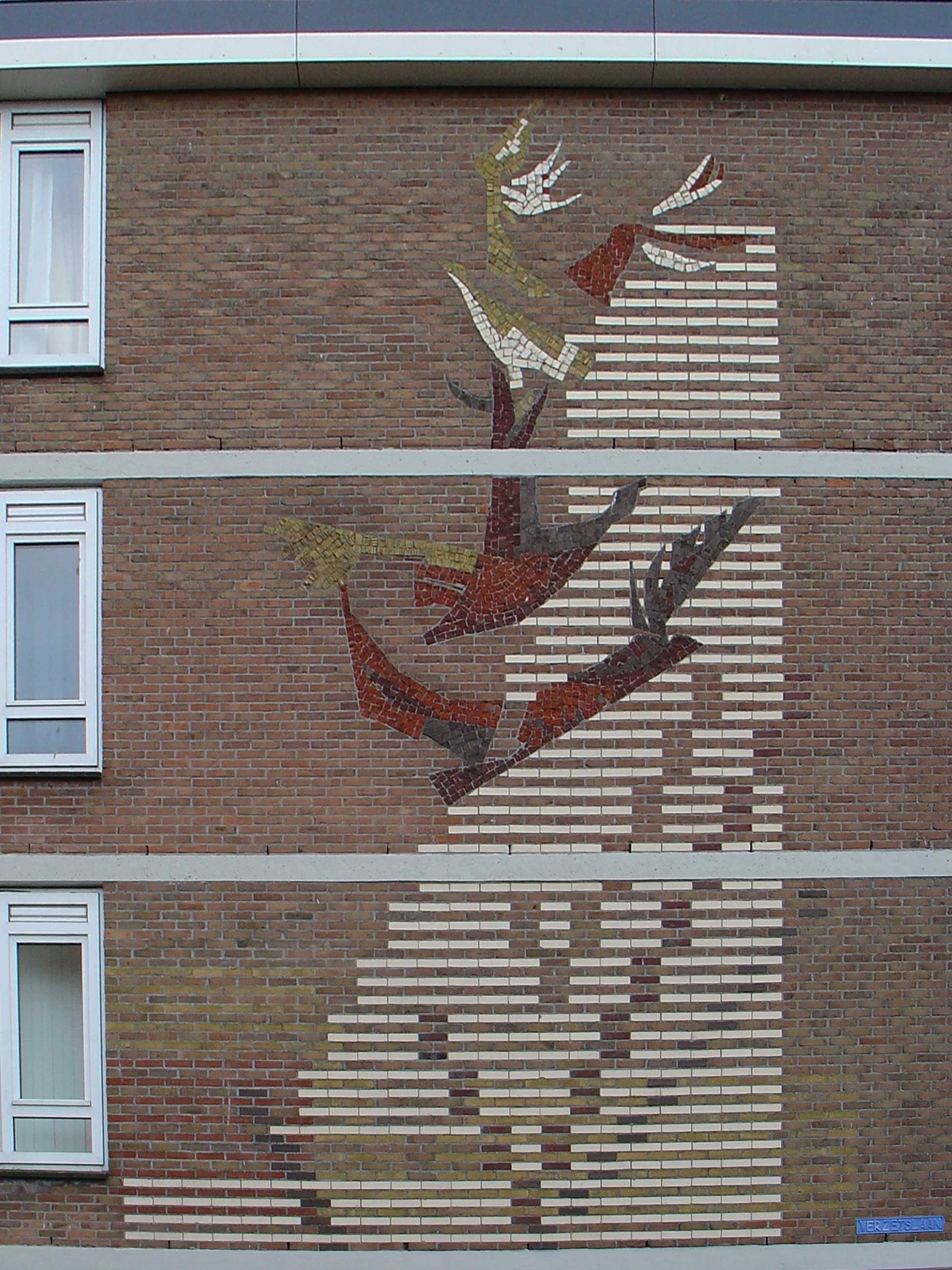
Reliëf van Berend Hendriks op een der flats in Oosterwei

Oosterwei is een buurt in de wijk Kort Haarlem in de Zuid-Hollandse stad Gouda. De buurt telt 1.525 inwoners (2023) en heeft een dichtheid van 11.778 inwoners per km². Drieënzestig procent van de bevolking bestond in 2006 uit niet-westerse allochtonen, vooral van Marokkaanse afkomst. De buurt wordt in Gouda wel 'Klein Marokko' genoemd.

## Geschiedenis
De buurt werd gebouwd in begin jaren 1960, toen ook nabijgelegen buurten als Achterwillens en Vreewijk werden gerealiseerd. De buurt is ruim opgezet met veel openbaar groen en veel middelbouw en was daardoor aanvankelijk in trek bij 'de meer bemiddelde middenklasse'. De bebouwing is typerend voor de jaren 1950 met stapelbouw, grote ramen en mozaïeken aan de zijkant van de woonflats. De buurt heeft net als de omliggende buurten geen eigen centrum en ligt enigszins afgescheiden ten opzichte van het centrum van Gouda.
De bouw van de nieuwe wijk Bloemendaal in 1975 had een negatief effect op de wijk, doordat veel hogeropgeleiden uitstroomden om in Bloemendaal te gaan wonen. Met hen verdwenen ook bijna alle winkels en dienstencentra. Hierdoor zakte de Oosterwei weg en verwerd het langzaam tot een achterstandsbuurt. Ook ontstond er een 'zwarte school', de Anne Frankschool, die later werd gesloten. In 1985 stelden bewoners een actieplan op om de problemen aan te pakken, maar de situatie veranderde niet veel.
Oosterwei was in 2006 een buurt waar veel werkloosheid heerste en een relatief groot deel van de bevolking afhankelijk was van een uitkering. In dat jaar ontvingen 178 bewoners per 1000 een uitkering, het hoogste percentage in Gouda.

### Overlast in de wijk
De jongeren in de wijk bezorgden in 1997 veel overlast, daarom werd speciale politiepost ingericht om intensiever toezicht te kunnen houden. Er is ook verder ingezet op buurtverbetering, maar de problemen met de jongeren bleven.
In september 2008 kwam de buurt in het nieuws toen busmaatschappij Connexxion bekendmaakte niet langer door een deel van de wijk te willen rijden in verband met het agressieve gedrag door een aantal Marokkaanse jongeren daar. Zo werd volgens chauffeurs in het verleden een sneeuwbal met een steen door de ruit van een bus gegooid, werd tegen bussen getrapt en werden chauffeurs bespuugd, bedreigd en beroofd. Na vijf busloze dagen en enkele maatregelen - waaronder cameratoezicht - hernam Connexxion de dienstregeling en werd Oosterwei niet langer gemeden.
Ook na 2008 was de wijk regelmatig in het nieuws door overlast van jongeren.

## Voorzieningen
In de buurt bevinden zich de protestantse 'Vredeskerk' uit 1971 en de Marokkaans-islamitische moskee 'Asallam' uit 1998. Tijdens een buurtfeest in 2005 werd door kinderen een witte streep getrokken over de weg tussen beide gebouwen, die aanleiding vormde tot een kunstwerk met de naam 'vredespad': een pad van azuurblauwe tegels van de hand van kunstenaars Ties Ten Bosch en Kamiel Verschuren, bedoeld om de verbinding tussen de verschillende geloofsgemeenschappen zoals islam en christendom weer te geven. Het pad had een open karakter om ook anders gelovige en atheïsten tot gesprek uit te nodigen.
In juni 2011 werd aan het Wilsonplein het Nelson Mandelacentrum geopend, een multifunctioneel centrum dat onder andere onderdak biedt aan de Brede School Gouda, een brede school. Dit centrum is het eerste bouwwerk dat is opgeleverd in het kader van de herstructurering.
Aan de zuid- en westzijde wordt Oosterwei begrensd door een aantal sportaccommodaties: ten zuiden van de buurt liggen het terrein van tennisclub Be Quick en twee voetbalverenigingen begrenzen de buurt in het westen en zuidwesten. Het sportcomplex van de oorspronkelijk protestantse sportclub CVV De Jodan Boys bevindt zich in Oosterwei sinds 1964. Ten noorden hiervan ligt het terrein van de club GSV. De accommodaties van deze twee voetbalclubs vormen een groene grens tussen Oosterwei en de naburige wijk Goverwelle, die enkel doorsneden wordt door de Sportlaan.

## Herstructurering
Vanuit de gemeente zijn er plannen de buurt te herstructureren. In 2009 publiceerde One Architecture het Essay Gouda-Oost, dat uitgaat van een stapsgewijze vernieuwing van de wijk. Dit essay is door de gemeenteraad vastgesteld, en vormt zodoende de basis voor de herstructurering.
In 2016 werd begonnen met sloopwerkzaamheden, verschillende flats moesten plaats maken voor andere bebouwing. Aan de zuidzijde van de buurt zal een nieuw winkelcentrum met appartementen en een moskee verreizen.
Binnenstad (incl. Nieuwe Park) · Bloemendaal · Plaswijck · Noord (incl. Achterwillens) · Korte Akkeren · Kort Haarlem (incl. Josephbuurt, Oosterwei, Vreewijk en Voorwillens) · Goverwelle · Stolwijkersluis · Westergouwe (incl. Oostpolder in Schieland met Broek en Broekhuizen)